# Katusha Continental Team/Saison 2009
Erfolge des Katusha Continental Teams in der Saison 2009.

## Erfolge in der Europe Tour
| Datum         | Rennen                             | Kat. | Fahrer            |
| ------------- | ---------------------------------- | ---- | ----------------- |
| 11. April     | 2. Etappe Circuit des Ardennes     | 2.2  | Dmitri Kossjakow  |
| 16. April     | 2. Etappe Tour du Loir-et-Cher     | 2.2  | Dmitri Kossjakow  |
| 15.–19. April | Gesamtwertung Tour du Loir-et-Cher | 2.2  | Dmitri Kossjakow  |
| 30. April     | 6. Etappe Tour de Bretagne         | 2.2  | Timofei Krizki    |
| 2. Mai        | Mayor Cup                          | 1.2  | Michail Antonow   |
| 3. Mai        | Memorial Oleg Dyachenko            | 1.2  | Michail Antonow   |
| 6. Mai        | Prolog Five Rings of Moscow        | 2.2  | Timofei Krizki    |
| 6.–10. Mai    | Gesamtwertung Five Rings of Moscow | 2.2  | Timofei Krizki    |
| 11. Juni      | 2. Etappe Circuito Montañés        | 2.2  | Alexander Mironow |
| 13. August    | 2. Etappe Mi-Août Bretonne         | 2.2  | Timofei Krizki    |

## Abgänge-Zugänge
| Zugänge               | Team 2008            | Abgänge                    | Team 2009    |
| --------------------- | -------------------- | -------------------------- | ------------ |
| Jewgeni Popow         | Rabobank Continental | Denis Galimsjanow          | Katusha Team |
| Alexander Mironow     | Rietumu Bank-Riga    | Alexei Markow              | Katusha      |
| Pjotr Ignatenko       | Neoprofi             | Iwan Kowaljow              | Moscow       |
| Jewgeni Reschetko     | Neoprofi             | Waleri Walynin             | Moscow       |
| Anton Romanow         | Neoprofi             | Alexei Schmidt             | JMS          |
| Igor Rosowik          | Neoprofi             | Alexei Kunschin            | Unbekannt    |
| Wiktor Schmalko       | Neoprofi             | Jan Ketojew (bis 30.06.)   | Unbekannt    |
| Stanislaw Starodubzew | Neoprofi             | Anton Romanow (bis 30.06.) | Unbekannt    |
|                       |                      | Igor Rosowik (bis 30.06.)  | Unbekannt    |

## Mannschaft
| Name                  | Geburtstag         | Nationalität |
| --------------------- | ------------------ | ------------ |
| Michail Antonow       | 4. Januar 1986     | Russland     |
| Pjotr Ignatenko       | 27. September 1987 | Russland     |
| Roman Klimow          | 19. Januar 1985    | Russland     |
| Daniil Komkow         | 31. Oktober 1985   | Russland     |
| Dmitri Kossjakow      | 28. Februar 1986   | Russland     |
| Timofei Krizki        | 24. Januar 1987    | Russland     |
| Alexander Mironow     | 22. Januar 1984    | Russland     |
| Nikita Nowikow        | 10. November 1989  | Russland     |
| Alexander Petrowski   | 3. März 1989       | Russland     |
| Jewgeni Popow         | 18. September 1984 | Russland     |
| Alexander Porsew      | 21. Februar 1986   | Russland     |
| Jewgeni Reschetko     | 7. April 1985      | Russland     |
| Wiktor Schmalko       | 9. Juli 1990       | Russland     |
| Andrei Solomennikow   | 10. Juni 1987      | Russland     |
| Stanislaw Starodubzew | 23. April 1987     | Russland     |